# حفر زنكي

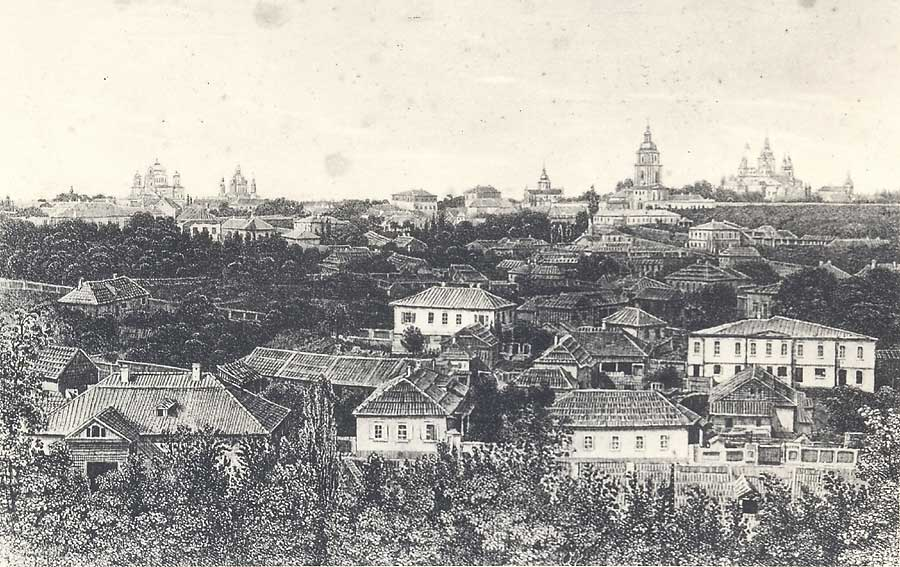
صورة لمدينة كييف طبعت بالزنكوغراف - نحو 1875 م.

الحَفْر الزِّنكي أو الحفر بالزِّنكوغراف عملية حَفْر الألواح الزِّنكية لأغراضٍ طباعية. ويكون على شكلِ لَوحٍ مَعدِنيّ.